# مریم‌گلی کرکدار
مریم‌گلی کرکدار، مریم‌گلی ایلامی (نام علمی: Salvia lanigera) نام یک گونه از سرده مریم‌گلی است.